# 斉藤彩 (ダンサー)
斉藤 彩（さいとう あや、1976年10月8日 - ）は、日本のダンスパフォーマー、プランナー、実業家、路上チアダンサーである。「生きテク」のプロモーター、ダンスパフォーマー集団 紫ベビードールの ZIMA としても活動している。

## 来歴・人物
静岡県三島市出身で、大学卒業後に5年間番組製作会社で勤務したのち、発信する側になりたく2年間広告代理店に勤務するも「だめなサラリーマンだった」と述べている。大韓民国へ留学してベトナムで講師を務め、「日本と日本のサラリーマンを元気づけて応援したい」と、2009年8月から2011年までの予定で自称「全日本女子チア部☆」のチアリーダーとして毎朝新橋などの路上でチアダンスを披露している。
週刊誌、テレビ、ラジオなど各種メディアで報じられ、2011年4月6日に自ら企画会社を設立している。
2015年1月末で「全日本女子チア部☆」の活動を終えると2015年1月23日に自身のブログで記している。

## 出演番組
- 金曜スーパープライム たけしとひとし 2010年12月10日放送

## 関連人物
- 朝妻久実 - フリーアナウンサー。2010年に「全日本女子チア部☆」へ参加しており、斉藤が退いて以降2代目部長として活動している。「女子チア部」を一般社団法人の「全日本応援協会」に成長させる。